# موتور بلوچها
شهرک بلوچ ها، روستایی از توابع بخش مرکزی شهرستان ارزوئیه در استان کرمان ایران است.
علت نام گذاری این روستا پایه گذاری آن توسط طایفه بلوچ (کلانتری ها) است شهرک بلوچها ۲۲۰۰ نفر جمعیت دارد.